# Pydna-Kolindros
Pydna-Kolindros (griechisch Δήμος Πύδνας-Κολινδρού) ist eine Gemeinde in der griechischen Region Zentralmakedonien. Sie wurde durch die Verwaltungsreform 2010 aus den ehemaligen Gemeinden Eginio, Kolindros, Methoni und Pydna geschaffen, die seither Gemeindebezirke bilden. Verwaltungssitz ist in der Stadt Eginio. Nach der Volkszählung von 2011 hatte die Gemeinde 15.179 Einwohner.

## Verwaltungsgliederung
Die Gemeinde Pydna-Kolindros ist in vier Gemeindebezirke untergliedert und diese wiederum in zwei Stadtbezirke und 12 Ortsgemeinschaften.
| Gemeindebezirk | griechischer Name          | Code   | Fläche (km²) | Einwohner 2011 | Stadtbezirke Ortsgemeinschaften                             | Lage |
| -------------- | -------------------------- | ------ | ------------ | -------------- | ----------------------------------------------------------- | ---- |
| Eginio         | Δημοτική Ενότητα Αιγινίου  | 110301 | 081,036      | 4869           | Eginio, Katachas                                            |      |
| Kolindros      | Δημοτική Ενότητα Κολινδρού | 110302 | 124,284      | 3883           | Kolindros, Kastanea, Livadi, Ryakia                         |      |
| Methoni        | Δημοτική Ενότητα Μεθώνης   | 110303 | 035,015      | 3169           | Makrygialos, Methoni, Nea Agathoupoli, Paleo Eleftherochori |      |
| Pydna          | Δημοτική Ενότητα Πύδνας    | 110304 | 105,658      | 3258           | Alonia, Paleostani, Pydna, Sfendami                         |      |
| Gesamt         | Gesamt                     | 1103   | 345,993      | 15.179         |                                                             |      |